# Allium consanguineum
Allium consanguineum — вид рослин з родини амарилісових (Amaryllidaceae); поширений у Гімалаях в пн. Індії й пн. Пакистані.

## Опис
Рослина до 35 см заввишки. Цибулина від циліндричної до яйцюватої форми; зовнішня оболонка коричнева. Листків 3–5, лінійні, сплюснуті, верхівки тупі. Зонтик півсферичний, щільноквітий. Листочки оцвітини 5–6 мм завдовжки, довгасті, від гострих до тупих, жовті або рожеві.

## Поширення
Гімалаї в пн. Індії й пн. Пакистані